# Rafael Pérez Maldonado
Rafael Pérez Maldonado, nacido José Rafael Antonio Pérez Maldonado (Teocaltiche, Jalisco; 10 de febrero de 1767 -  Toluca, Estado de México; 26 de diciembre de 1830) fue político y militar mexicano. Destaca por ser el primer Secretario de Hacienda en la historia de México, durante el Imperio de Agustín de Iturbide.

## Primeros años
Inició sus estudios en su pueblo natal, para después irse a la capital del virreinato, continuando sus estudios en los Colegios de San Ildefonso de México y en el de Santa María de Todos Santos.  Graduándose en 1793, de la carrera de leyes de la Universidad Pontificia de México.  Dentro de los puestos que ocupó al inicio de su carrera política se encuentran: abogado de la Real Audiencia, asesor en el Real Tribunal de la Acordada y agente fiscal de la Real Hacienda en el Virreinato.

## Periodo de mandato de Agustín de Iturbide

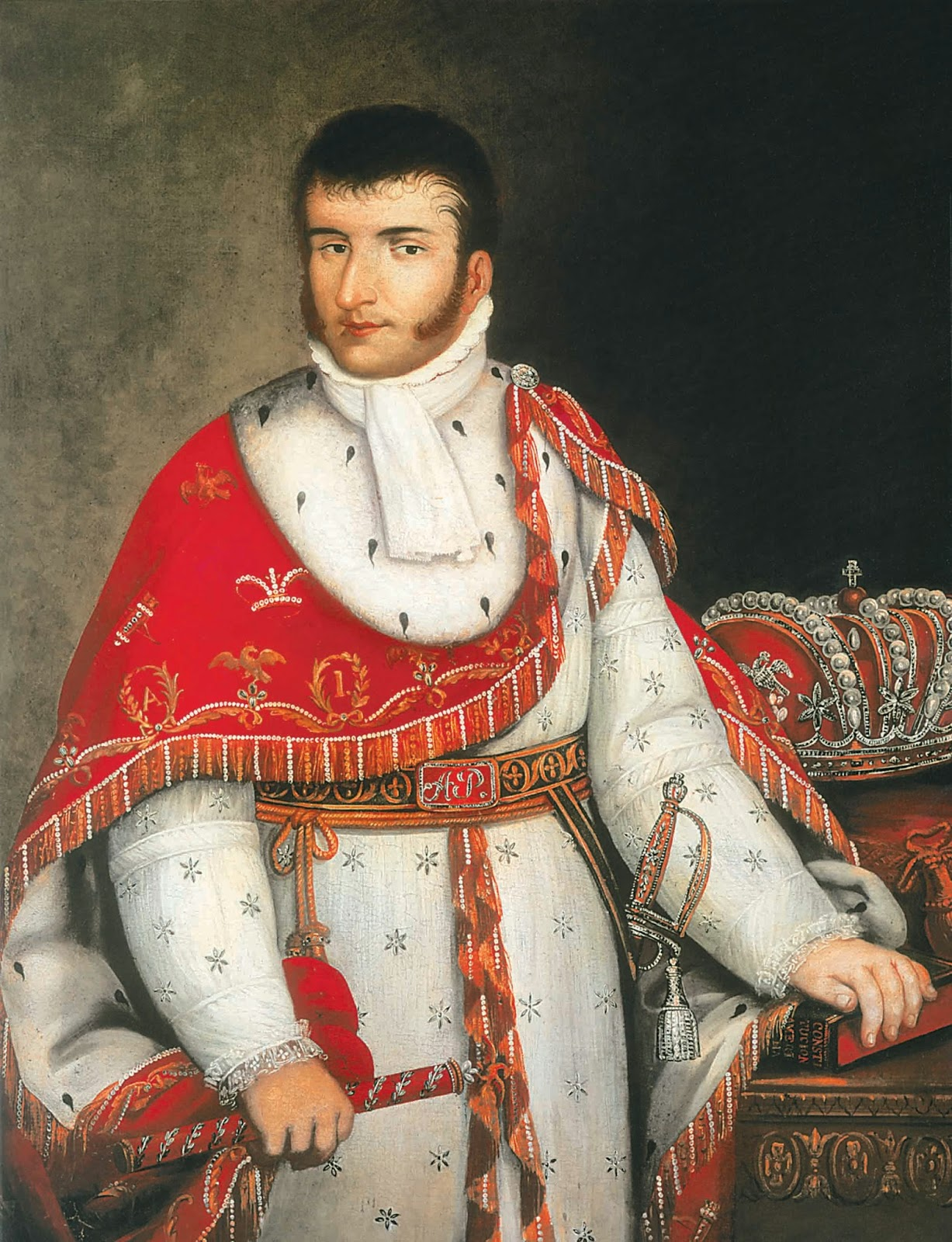
Emperador Agustín I (1822-1823).

Rafael Pérez Maldonado fue uno de los más activos colaboradores de Agustín de Iturbide desde sus inicios como libertador mexicano.  Tras consumarse la independencia de México en 1821, se establecieron los poderes ejecutivo y legislativo, estos poderes constituyendo las secretarías de Hacienda, de Guerra y Marina, de Justicia y Negocios Eclesiásticos y de Relaciones Exteriores e Interiores; a cargo de Pérez Maldonado, Antonio Medina, José Domínguez y Manuel Herrera, respectivamente. En resumen, Pérez Maldonado sirvió en su puesto como Secretario de Hacienda del 5 de octubre de 1821 hasta el 30 de junio de 1822; sirviendo durante la primera y segunda regencia, además durante el imperio.
Al ser elegido como primer ministro de Hacienda, por lo tanto, fue a quien le tocó la ardua tarea de organizar y emprender tal dependencia.  La principal dificultad con que se enfrentó el Secretario era la falta de recursos necesarios para cubrir las atenciones del servicio público; ya que la política tomada al inicio por el presidente Iturbide resultó en un déficit bastante considerable. 
Por lo tanto, su principal tarea fue administrar la recaudación y distribución de los ingresos, balanceándolos con el gasto público que se tenía en ese entonces. Presentó ante el Congreso la primera Memoria de Hacienda el 28 de febrero de 1822. Algunas de sus propuestas más notables para resolver los problemas financieros de la nación fueron: el establecimiento de una contribución directa moderada, suprimir dependencias gubernamentales innecesarias, limitar unidades militares, entre otras.
Además, tuvo que atender las demandas de los sectores pudientes, aceptándose que el cuerpo legislativo fuese quien determinase la política fiscal; dificultando la aplicación de las reformas propuestas por él. Al final, el gobierno tuvo que recurrir a préstamos, evitar la salida de dinero mediante tasas elevadas y la imposición de impuestos disminuidos.

## Últimos años
El 30 de junio de 1822 es sustituido por Antonio Medina, al ser nombrado Consejero de Estado del Gobierno Imperial. Fallece en la ciudad de Toluca, Estado de México, el 26 de diciembre de 1830.